# رتیل صورتی مکزیکی
رتیل صورتی مکزیکی(Brachypelma klaasi) نوعی رتیل است که در مکزیک زندگی می‌کند. طول بالغ آن ۱۶ سانتی‌متر است. نام علمی آن برگرفته از پیتر کلاوس است.